# Inspektor Gadget (Film)
Inspektor Gadget (Inspector Gadget) ist eine US-amerikanische Filmkomödie von David Kellogg aus dem Jahr 1999. Sie basiert lose auf der gleichnamigen Zeichentrickserie aus den 1980er Jahren. Es handelte sich um eine Avnet Kerner-Roger-Birnbaum-DIC-Produktion in Zusammenarbeit mit Caravan Pictures für Walt Disney Pictures.

## Handlung
John Brown arbeitet als Nachtwächter in einem wissenschaftlichen Labor. Als der Industrielle Sanford Scolex dort einbricht und eine Erfindung des Professors Bradford entwendet, sieht John seine Chance gekommen, um Brenda, die Tochter des Professors, zu beeindrucken, in die er seit langem verliebt ist. Beim Versuch, Scolex zu stellen, kommt es zu einer Explosion, durch die John schwere Verletzungen erleidet und Scolex seine linke Hand verliert. Mit Brendas Hilfe wird John wiederhergestellt und zusätzlich mit zahlreichen technischen Hilfsmitteln, sogenannten Gadgets, ausgestattet.
Die Hard- und Software hinter den Gadgets erweist sich aber als unausgereift und John, der sich nun Inspector Gadget nennt, hat Probleme, seine Hilfsmittel zu kontrollieren. Er versucht dennoch, den Diebstahl aufzuklären.
Scolex entwickelt in der Zwischenzeit eine mechanische Kralle, die er an Stelle seiner Hand einsetzt. Zudem baute er den Androiden RoboGadget, der als Inspektor Gadget die Stadt verwüstet. Als John auf seinen Nachforschungen in Scolex’ Laboratorium einbricht, wird er gefangen genommen. Scolex zerstört den Hauptchip aus Johns Körper und lässt John auf die Müllhalde werfen.
Brenda und John's Nichte Penny finden John auf einer Müllhalde und Brenda befürchtet wegen des fehlenden Chips schon seinen Tod. Als Penny anfängt zu weinen und Brenda John küsst, bemerken beide das John doch noch lebt. John macht sich auf, RoboGadget zu zerstören, was ihm auch gelingt. Auf dem Dach von Scolex’ Labor kommt es zum Showdown zwischen Scolex und John, den John für sich entscheiden kann. Die Polizei verhaftet Scolex, nachdem einer seiner Handlanger gegen ihn aussagt.
Am Ende sitzen John und Brenda vor John's Haus und küssen sich, während John ein Feuerwerk aktiviert.

## Kritiken
Roger Ebert schrieb in der Chicago Sun-Times vom 23. Juli 1999, die Handlung sei eine willkürliche Mischung („arbitrary concoction“) und der Film sei höchstens für Kinder geeignet.
Cinema schrieb: „Regisseur David Kellogg stattete seinen Hauptdarsteller mit so vielen Effekten aus, daß Broderick selbst wieder mal kaum auffällt.“ „[E]inige Szenen [wirken] richtig aufregend - zumindest aus kindlicher Sicht. – RoboCop für Kinder.“

„Unterhaltsamer Krimispaß nach einer Zeichentrickserie, der zahlreiche computeranimierte Effekte aufbietet, vor allem aber von der sympathischen Überzeugungskraft seines Hauptdarstellers lebt.“

## Auszeichnungen
Der Film als Beste Komödie und Michelle Trachtenberg wurden im Jahr 2000 für den Young Artist Award und für den YoungStar Award nominiert. John Debney gewann 2000 den Film and Television Music Award der American Society of Composers, Authors and Publishers.
Der Film wurde 2000 für den Blockbuster Entertainment Award nominiert. Er wurde 2000 außerdem für den Tonschnitt in zwei Kategorien für den Golden Reel Award nominiert.

## Hintergrund
Die Produktionskosten des Films betrugen schätzungsweise 75 Millionen US-Dollar. Er feierte seine Premiere am 18. Juli 1999 und nahm an den Kinokassen der USA 97,4 Millionen US-Dollar ein, weltweit beliefen sich die Einnahmen an den Kinokassen auf 134,4 Millionen US-Dollar.
2003 wurde eine Fortsetzung mit dem Titel Inspektor Gadget 2 direkt auf Video bzw. DVD veröffentlicht. Die Rolle des Inspektors wurde in diesem Film von French Stewart übernommen.